# Passy-sur-Marne
Passy-sur-Marne település Franciaországban, Aisne megyében. Lakosainak száma 139 fő (2022. január 1.). Passy-sur-Marne Barzy-sur-Marne, Courtemont-Varennes, Reuilly-Sauvigny, Trélou-sur-Marne és Courthiézy községekkel határos.

## Népesség
A település népességének változása:
| Lakosok száma | 135  | 131  | 121  | 149  | 146  | 132  | 126  | 133  | 137  | 139  |
|               | 1968 | 1982 | 1990 | 2006 | 2013 | 2015 | 2017 | 2019 | 2020 | 2022 |